# اکستریم متال
اکستریم متال (به انگلیسی: Extreme metal) به معنی متال افراطی یک چترواژه است که به‌طور غیردقیق و ناواضح تعریف شده است و برای تعدادی از زیر-گونه‌های مرتبط بایکدیگر در موسیقی هوی متال که از اوایل دهه ۱۹۸۰ توسعه یافتند به‌کار گرفته‌می‌شود. اکستریم متال به عنوان «یک خوشه از زیر-گونه‌های متال که با سروصدای زیاد و عصیان‌گری شفاهی و بصری شخصیت‌پردازی شده است» تعریف‌می‌شود. این اصطلاح معمولاً اشاره‌دارد به یک سبک بیش‌تر پرسروصدا، خشن‌تر یا زمخت‌تر، زیرزمینی و غیر-تجاری که با اسپید متال، ترش متال، دث متال، بلک متال، و دووم متال ارتباط و هم‌پیوندی دارد. به استثنای دوم متال همه گونه‌های ذکر شده با تمپوهای سریع، که نشان از وجود ریشه‌های آنها در هاردکور پانک است شخصیت‌پردازی شده‌اند، و از تلفیق هاردکور پانک با گونه‌های اکستریم متال، زیر-گونه‌های دیگری همچون اسلاج متال، متال‌کور، گرایندکور، کراست پانک پدید آمده است.

## گونه‌های اکستریم متال

### گونه‌های اصلی
- دوم متال
- دث متال
- ترش متال
- اسپید متال
- بلک متال

### زیر-گونه‌ها از گونه‌های اصلی

#### زیر-گونه‌های دث متال
- تکنیکال دث متال
- ملودیک دث متال

### گونه‌های تلفیقی
- دث-دوم
- وایکینگ متال

## واژه‌نامه
1. ↑  umbrella term
2. ↑  sub-genres
3. ↑  Sludge metal
4. ↑  Metalcore
5. ↑  grindcore
6. ↑  crust punk